# 1784 Benguella
Benguella (asteróide 1784) é um asteróide da cintura principal com um diâmetro de 16,68 quilómetros, a 2,0865668 UA. Possui uma excentricidade de 0,132299 e um período orbital de 1 362,04 dias (3,73 anos).
Benguella tem uma velocidade orbital média de 19,20709319 km/s e uma inclinação de 1,47287º.
Esse asteróide foi descoberto em 30 de Junho de 1935 por Cyril Jackson.